# Рипалта Гуерина
Рипа̀лта Гуерѝна (на италиански: Ripalta Guerina, на местен диалект: Riultelina, Риултелина) е село и община в Северна Италия, провинция Кремона, регион Ломбардия. Разположено е на 67 m надморска височина. Населението на общината е 551 души (1 януари 2023).